# Philaccolilus
Philaccolilus is een geslacht van kevers uit de familie  waterroofkevers (Dytiscidae).
Het geslacht is voor het eerst wetenschappelijk beschreven in 1937 door Guignot.

## Soorten
Het geslacht omvat de volgende soorten:
- Philaccolilus ameliae Balke, Larson, Hendrich & Konyorah, 2000
- Philaccolilus aterrimus Balke, Larson, Hendrich & Konyorah, 2000
- Philaccolilus bacchusi Balke, Larson, Hendrich & Konyorah, 2000
- Philaccolilus bellissimus Balke, Larson, Hendrich & Konyorah, 2000
- Philaccolilus bicinctus (Régimbart, 1892)
- Philaccolilus incognitus Balke, Larson, Hendrich & Konyorah, 2000
- Philaccolilus irianensis Balke, Larson, Hendrich & Konyorah, 2000
- Philaccolilus kokodanus Balke, Larson, Hendrich & Konyorah, 2000
- Philaccolilus mas Balke, Larson, Hendrich & Konyorah, 2000
- Philaccolilus mekus Balke, Larson, Hendrich & Konyorah, 2000
- Philaccolilus ramuensis Balke, Larson, Hendrich & Konyorah, 2000
- Philaccolilus speciosus (Régimbart, 1892)